# فندق بیزانسی
کریلوس کلورنا (نام علمی: Corylus colurna) نام یک گونه از سرده فندقیان است.

## نگارخانه

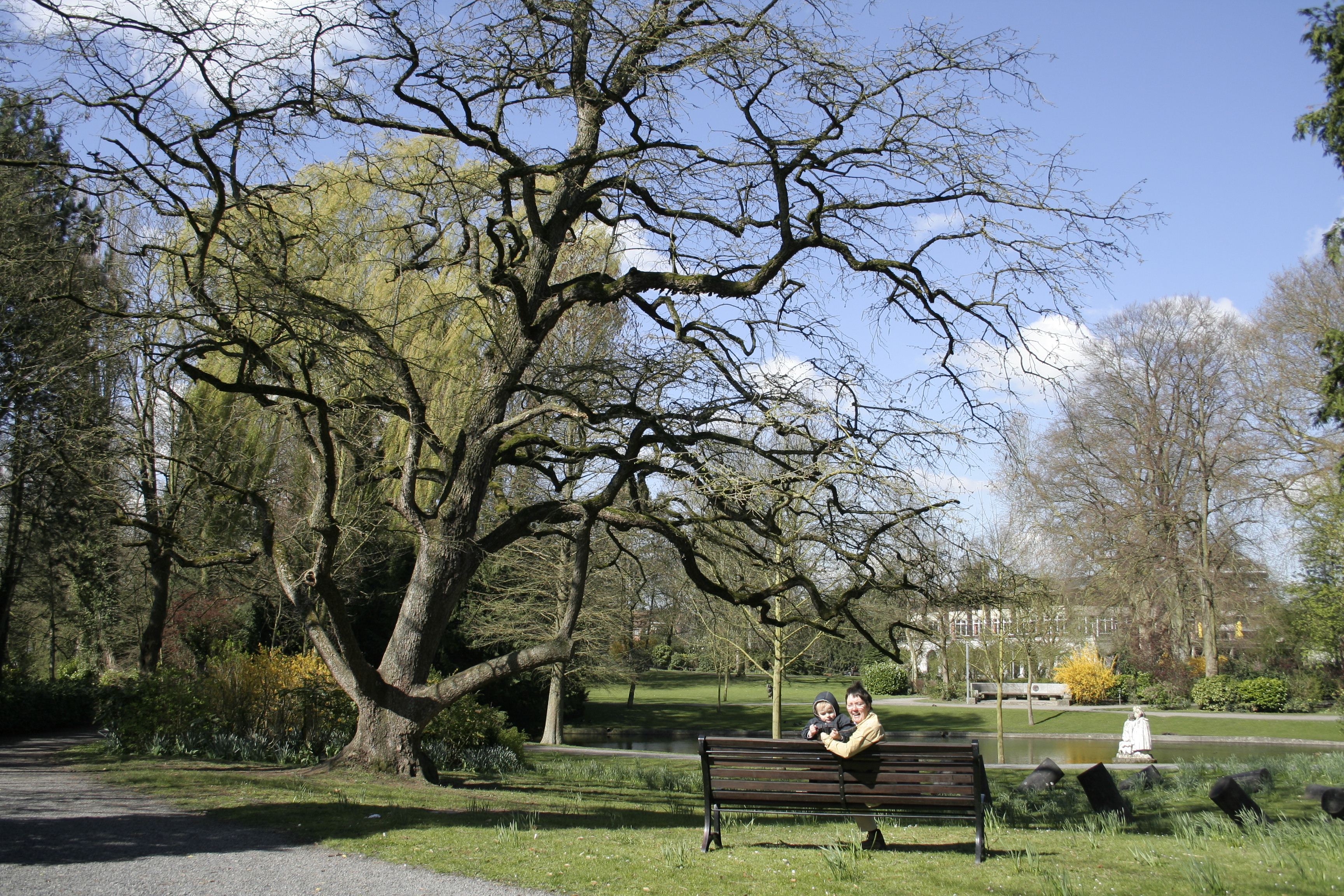
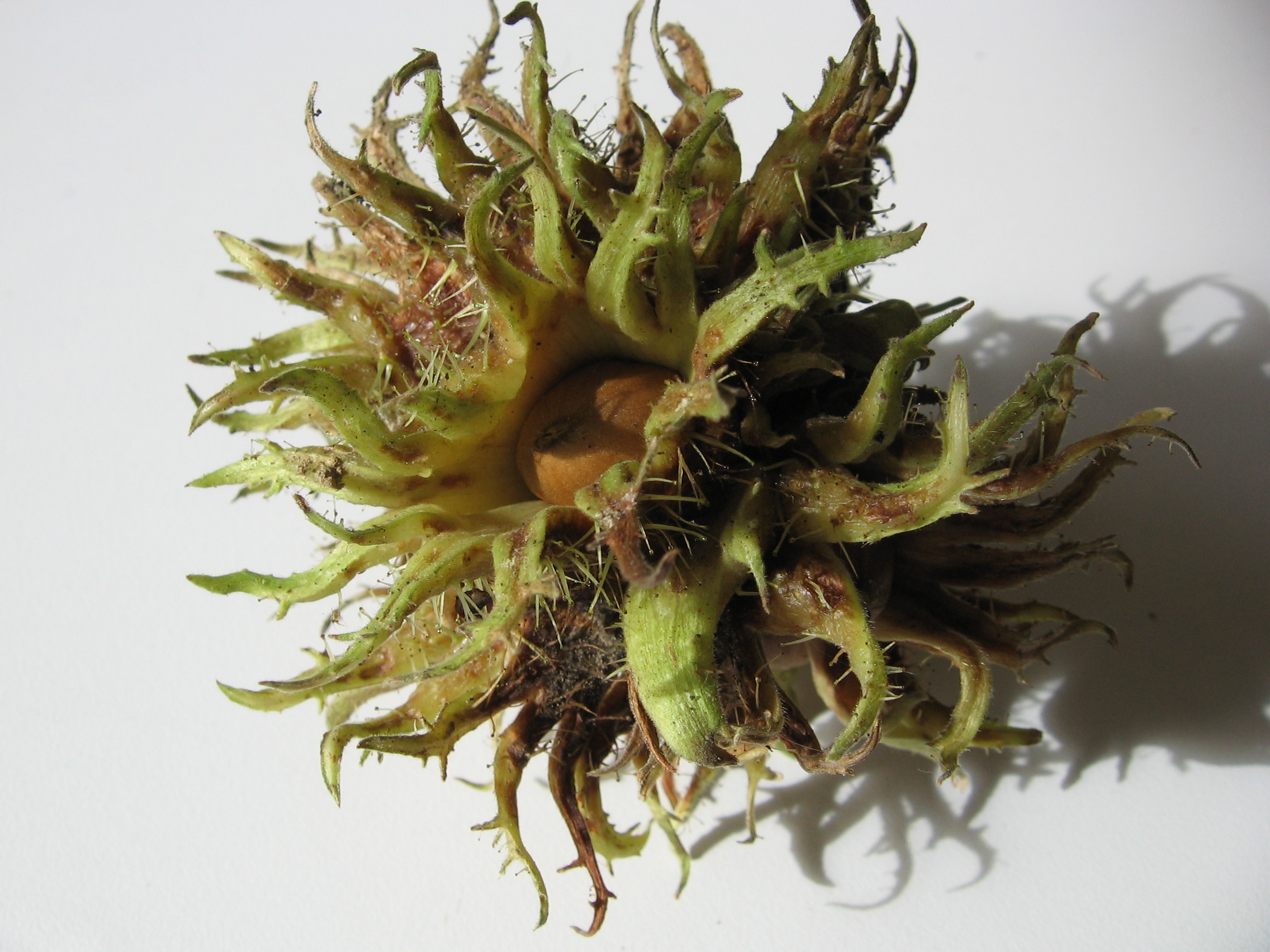
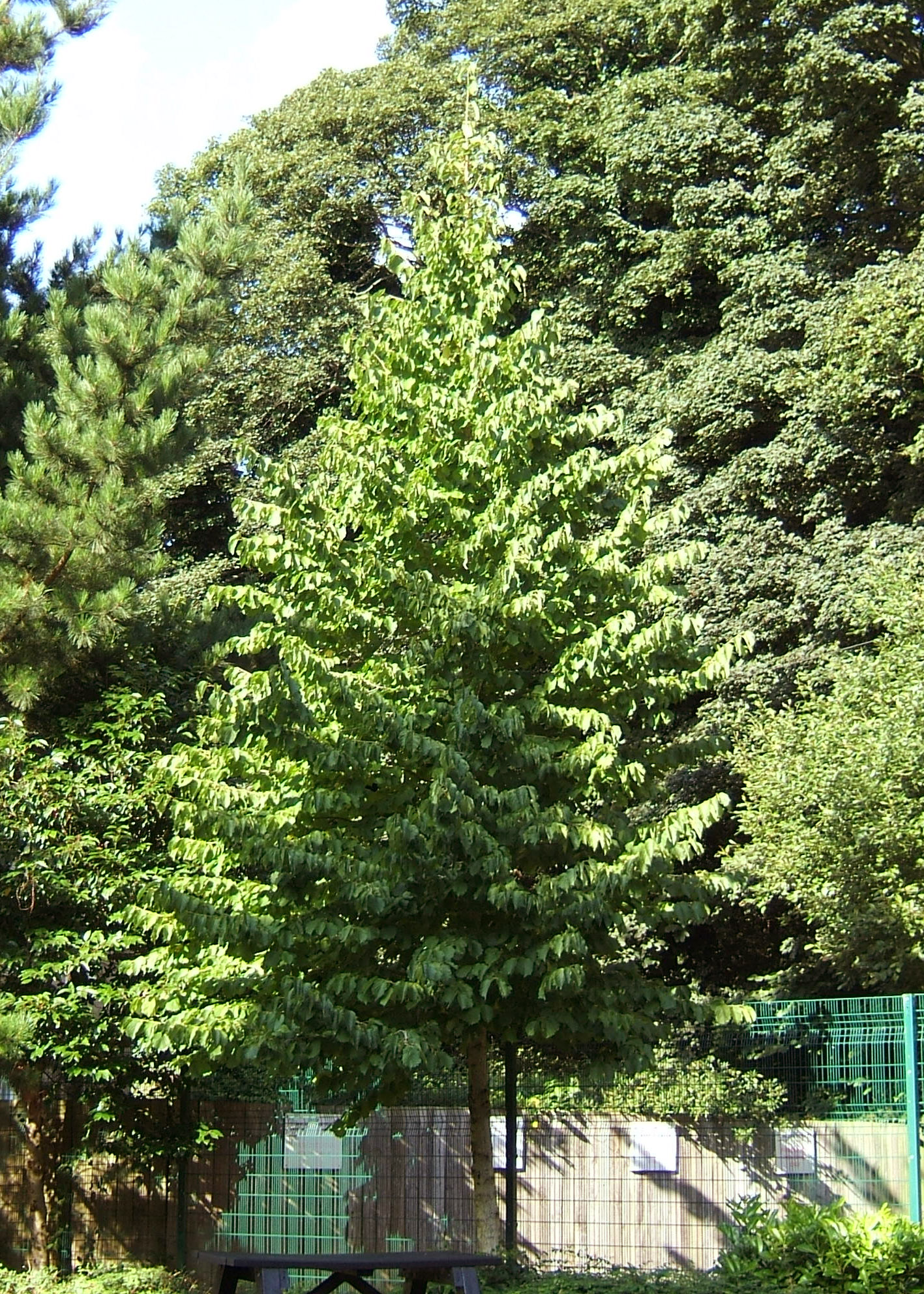